# Zeeland (Míchigan)
Zeeland es una ciudad ubicada en el condado de Ottawa en el estado estadounidense de Míchigan. En el Censo de 2010 tenía una población de 5504 habitantes y una densidad poblacional de 705,78 personas por km².

## Geografía
Zeeland se encuentra ubicada en las coordenadas 42°48′51″N 86°0′51″O / 42.81417, -86.01417. Según la Oficina del Censo de los Estados Unidos, Zeeland tiene una superficie total de 7.8 km², de la cual 7.75 km² corresponden a tierra firme y (0.63%) 0.05 km² es agua.

## Demografía
Según el censo de 2010, había 5504 personas residiendo en Zeeland. La densidad de población era de 705,78 hab./km². De los 5504 habitantes, Zeeland estaba compuesto por el 93.8% blancos, el 1.07% eran afroamericanos, el 0.4% eran amerindios, el 1.34% eran asiáticos, el 0.02% eran isleños del Pacífico, el 1.29% eran de otras razas y el 2.07% pertenecían a dos o más razas. Del total de la población el 6.41% eran hispanos o latinos de cualquier raza.